# Joe Bishop
Joseph Joe Bishop (* 27. November 1907 in Monticello (Arkansas); † 12. Mai 1976 in Houston) war ein US-amerikanischer Jazz-Arrangeur, Komponist und Flügelhornist.

## Leben und Wirken
Joe Bishop lernte in seiner Kindheit und Jugend Klavier, Trompete und Tuba; außerdem spielte er später auch Flügelhorn und Mellophon. Er studierte am Hendrix College und hatte seinen ersten professionellen Job als Musiker 1927 bei den Louisiana Ramblers, die auch in Mexiko auftraten. Er arbeitete dann bei Mart Britt, Al Katz und Austin Wylie, bevor er dann von 1930 bis 1935 Mitglied des Isham Jones Orchester wurde. 1933 schrieb er mit Gordon Jenkins Blue Prelude für Isham Jones. Mitte der 1930er Jahre gehörte er zu den Gründungsmitgliedern der Woody Herman Band, jedoch zwang ihn eine Tuberkulose 1940 zum vorübergehenden Ausstieg aus der Gruppe. Herman stellte ihn dann Mitte der 1940er Jahre als Arrangeur an; seine Kompositionen und Arrangements erschienen auf zahlreichen Alben der Band. Zu ihnen gehörten u. a. das Arrangement zu Woodchopper's Ball (1939) und seine Kompositionen Blue Prelude und Blue Flame, die 1941 die Erkennungsmelodie der Herman-Band wurde. Ab 1942 arbeitete Bishop weiterhin als freischaffender Musiker in den Studios, zog sich aber aus gesundheitlichen Gründen in den 1950er Jahren aus dem Musikgeschäft zurück. Er eröffnete ein Geschäft in Saranac Lake (New York) und zog sich später nach Texas zurück.